# Chenal des Orques
Der Chenal des Orques (französisch für Kanal der Schwertwale) ist eine Meerenge im Géologie-Archipel vor der Küste des ostantarktischen Adélielands. Sie trennt die Zunge des Astrolabe-Gletschers im Osten von der Rostand-, der Lamarck- und der Bernard-Insel im Westen.
Französische Wissenschaftler benannten sie 1977.